# Funerária
A assistência funerária é um serviço que oferece suporte completo às famílias em momentos de perda, garantindo que todos os procedimentos após o falecimento sejam realizados com dignidade, respeito e eficiência. Ela pode ser contratada de forma preventiva (por meio de planos funerários) ou emergencial (após o óbito), cobrindo desde a documentação necessária até o sepultamento ou cremação. Embora a competência legal sobre os serviços funerários seja dos municípios, a execução é frequentemente realizada por empresas privadas mediante contratos de concessão ou permissão. Essa parceria permite maior eficiência no atendimento, desde que respeitadas as normas de fiscalização e interesse público.

### Principais Serviços Incluídos na Assistência Funerária
1. Remoção e Transporte
  - Serviço de remoção 24 horas, seja em residências, hospitais ou outros locais.
  - Transporte em veículo adequado (veículo funerária) até o local velório ou IML (Instituto_Médico_Legal), se necessário.
2. Documentação e Assessoria Jurídica (poucas funerárias apresentam o diferencial da Assessoria Jurídica)
  - Obtenção de documentos como:
    - Declaração de óbito.
    - Autorização para sepultamento ou cremação.
    - Resolução de questões burocráticas (inventário, benefícios previdenciários, etc.).
3. Preparação do Corpo (Tanatopraxia)
  - Higienização, conservação e embelezamento do falecido (quando necessário, há municípios nos quais são obrigatórios as atas de conservação para a feitura do velório).
  - Vestimenta e maquiagem para velório.
4. Velório
  - Disponibilização de salas de velório (em casas funerárias ou domicílio, ainda há lugares nos quais a despedida é feita em casa).
  - Fornecimento de urna funerária, flores, coroas e outros itens.
  - Estrutura para recepção de familiares (cadeiras, cafés, etc.).
5. Cerimônia Religiosa ou Civil
  - Organização de rituais conforme a tradição da família (missa, culto, celebração laica, etc.).
6. Sepultamento ou Cremação
  - Cemitério: Aquisição de jazigo, gaveta ou terreno, além da cerimônia de enterro.
  - Crematório: Agendamento, processo de cremação e entrega das cinzas (com urna adequada).
7. Serviços Adicionais
  - Repatriação (transporte do corpo para outro país ou cidade).
  - Memorialização: Placas, lápides ou registros online em homenagem ao falecido.
  - Apoio psicológico ou espiritual para os enlutados.

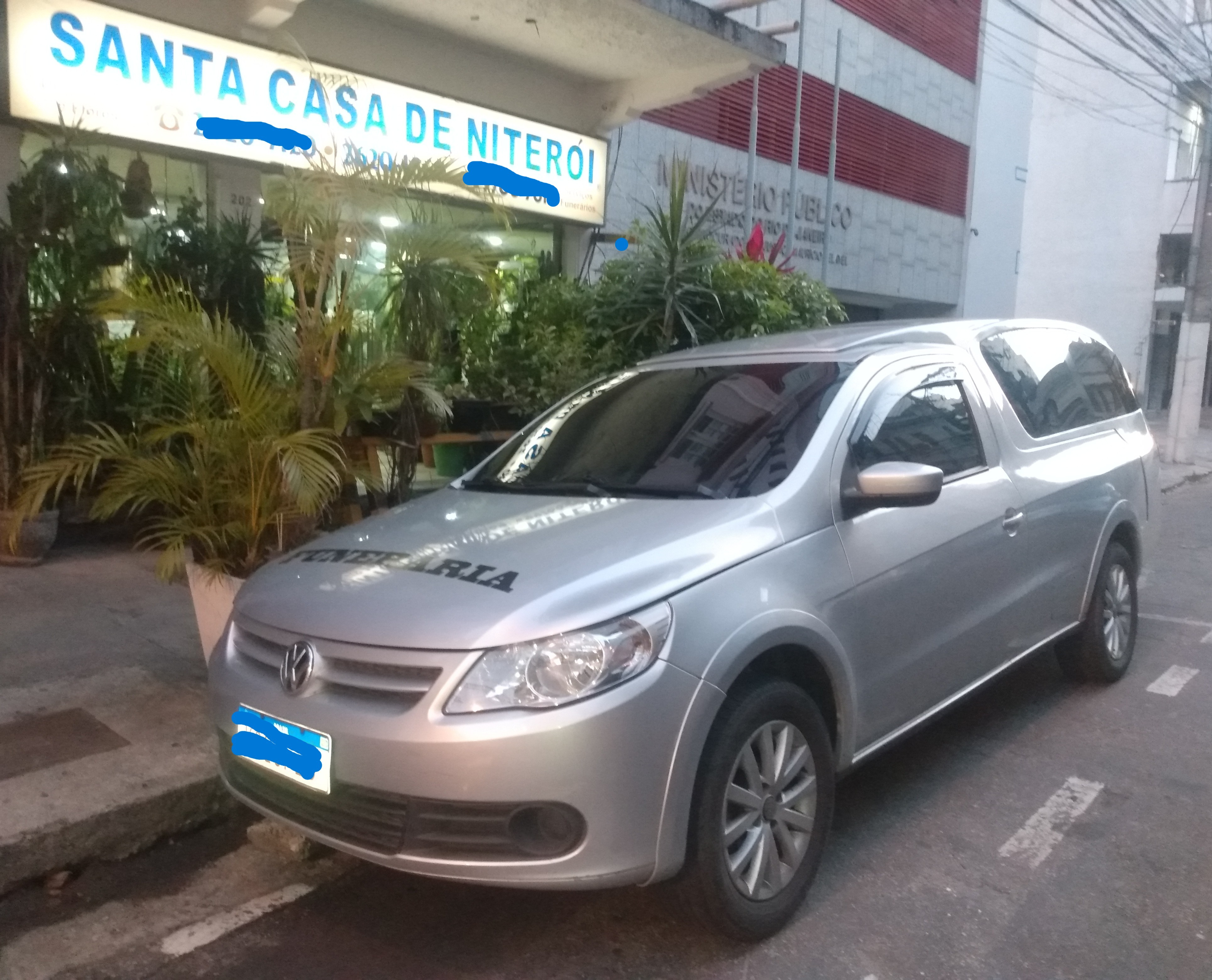
Funerária em Niterói - Rio de Janeiro